# Ōno Harunaga
Ōno Harunaga (木村 重成?; 1569 – 4 giugno 1615) fu un Karō del clan Toyotomi.

## Biografia
Nel 1569 nacque Ōno  Harunaga nella capitale del Giappone dell’epoca, Kyōto. Era figlio di Ōkurakyō no Tsubone, la quale  aveva prestato servizio come nutrice di Yodo-dono. Harunaga servì come guardia del corpo con uno stipendio di 3.000 koku, conferitogli da Toyotomi Hideyoshi. Dopo la morte di Hideyoshi, divenne un consigliere vicino a Toyotomi Hideyori.
Nel 1599, dopo essere stato interrogato da Tokugawa Ieyasu, fu esiliato nella provincia di Shimōsa, sospettato di essere uno dei capi di un complotto fallito per assassinare Ieyasu, ordito da servitori dello stesso Ieyasu e di Honda Masanobu.
L’anno seguente, nel 1600, Harunaga si unì all’esercito dell’est nella battaglia di Sekigahara, distinguendosi in combattimento e guadagnandosi così il perdono da parte di Ieyasu. Dopo la battaglia, su ordine di Ieyasu, portò una lettera del medesimo al clan Toyotomi, in cui Ieyasu dichiarava: “Non nutro alcuna ostilità verso il clan Toyotomi”. Dopodiché rimase a Ōsaka e non fece ritorno a Edo.
Nel 1614, in seguito all’esilio del capo anziano del clan Toyotomi, Katagiri Katsumoto, Harunaga assunse la guida della famiglia Toyotomi. Successivamente, la fazione favorevole alla guerra all’interno del clan prevalse e arruolò ronin da varie parti del paese per partecipare alla Campagna d’inverno dell’assedio di Ōsaka; Harunaga, pur incline a una risoluzione pacifica, si alienò l'appoggio della fazione guerrafondaia guidata da Sanada Yukimura.
Nel 1615, durante la Campagna estiva dell’assedio, Harunaga inviò Senhime (figlia di Tokugawa Hidetada e moglie di Hideyori) come messaggera, per chiedere clemenza per Hideyori e Yodo-dono, a condizione che egli stesso compisse il suicidio rituale. Tuttavia, successivamente, sia lui che Hideyori si suicidarono con la caduta del castello. Morì all’età di 47 anni.
Durante il periodo Edo circolarono numerose voci secondo cui Harunaga avrebbe avuto una relazione adulterina con Yodo-dono, e alcuni racconti sostenevano che Hideyori non fosse figlio biologico di Hideyoshi, ma di Harunaga e Yodo-dono. Come descritto, poiché Harunaga era fratello adottivo di Yodo-dono, è probabile che il loro rapporto fosse estremamente stretto; tuttavia, con il declino della fortuna della famiglia Toyotomi e la conseguente "futilità della rovina", si può anche pensare che le voci sul peccato di adulterio siano state create per dipingerlo come un uomo malvagio (in una visione confuciana di rassegnazione).